# Сакс-Мафия
Сакс-мафия (Sax-Мафия) — российская музыкальная группа.

## О группе
«Сакс-мафия» — первый саксофонный коллектив на постсоветском пространстве, все участники которого являются равноправными импровизаторами и авторами. Первое выступление состоялось в московском клубе «ДОМ» в феврале 2002 года.

## Участники
- Сергей Летов — баритон, тенор, C-Melody и сопрано саксофоны, бас-кларнет
- Николай Рубанов — бас, тенор, альт и сопрано саксофоны
- Эдуард Сивков — сопрано, альт, C-Melody и баритон саксофоны, бас-кларнет
- Юрий Яремчук — тенор и сопрано саксофоны, бас-кларнет